# Dinka Quelle
Dinka Quelle (česky Dinčin pramen) je název studánky nacházející se v katastru středočeského Štiřína v okrese Praha-východ. Studánka je pojmenována po baronce Leopoldině (Dince) Ringhofferové. Ze studánky teče voda do potoka, který napájí Štiřínský rybník.

## Galerie

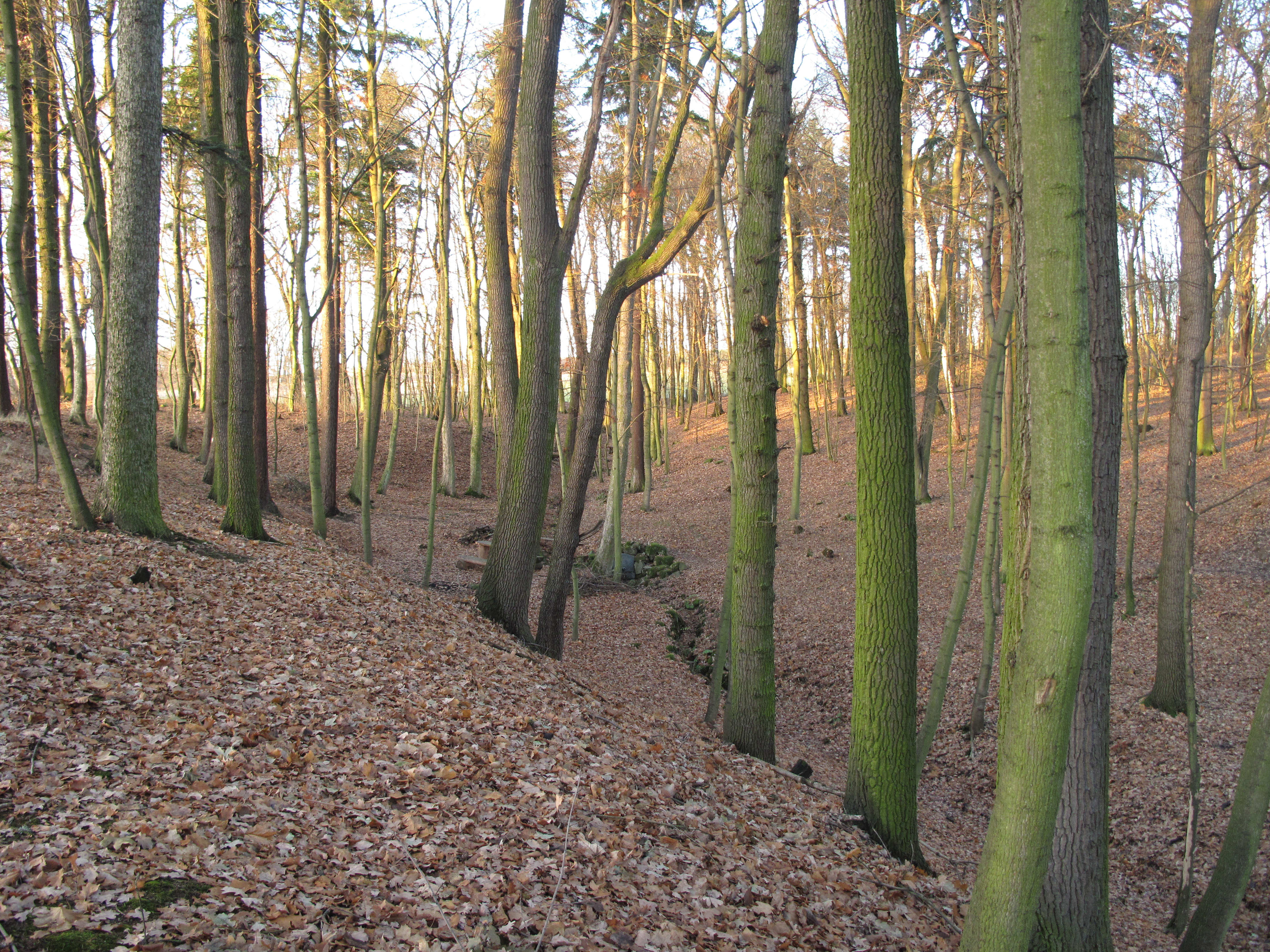
Údolí ve kterém se pramen nachází
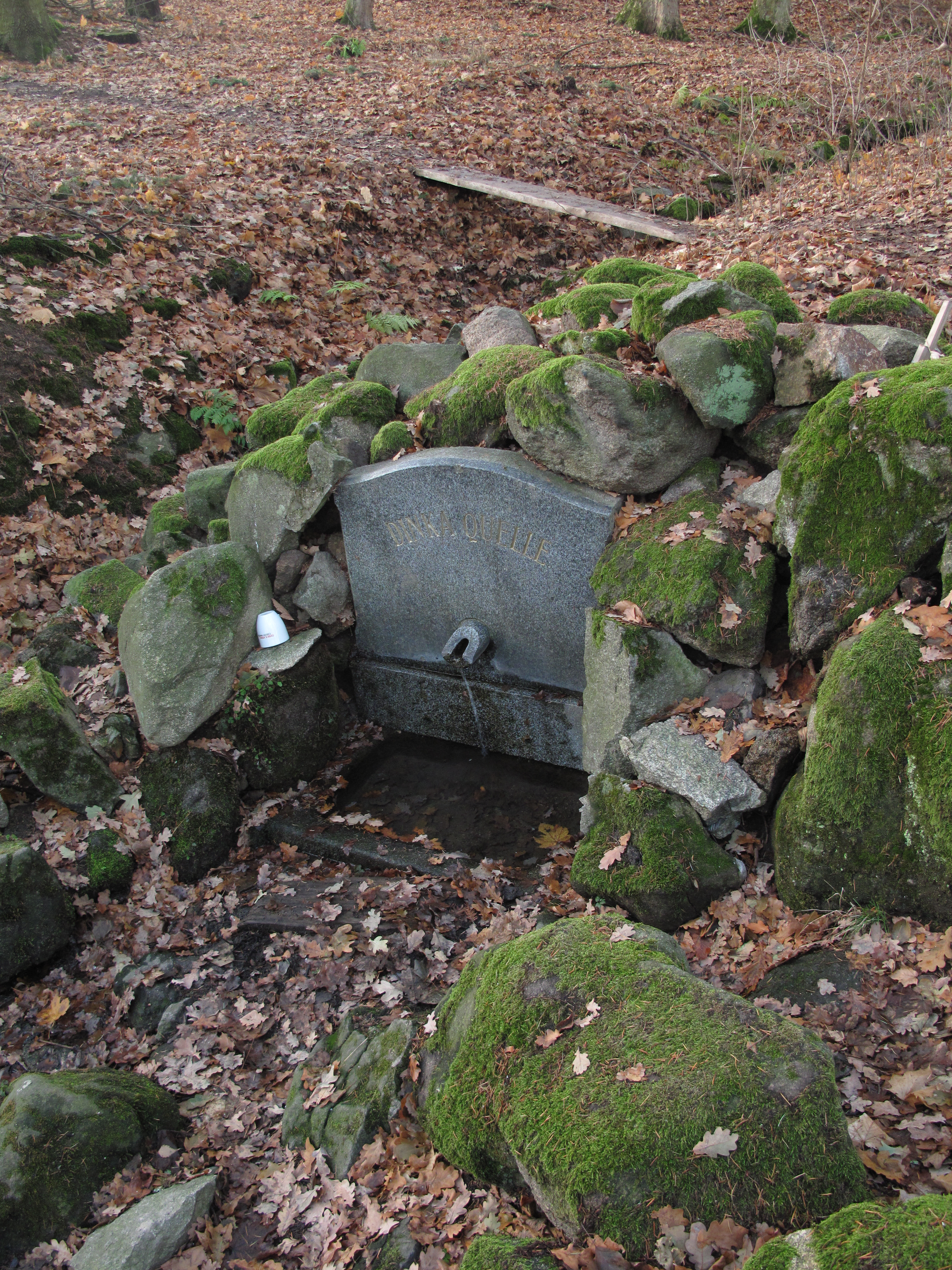
Pramen
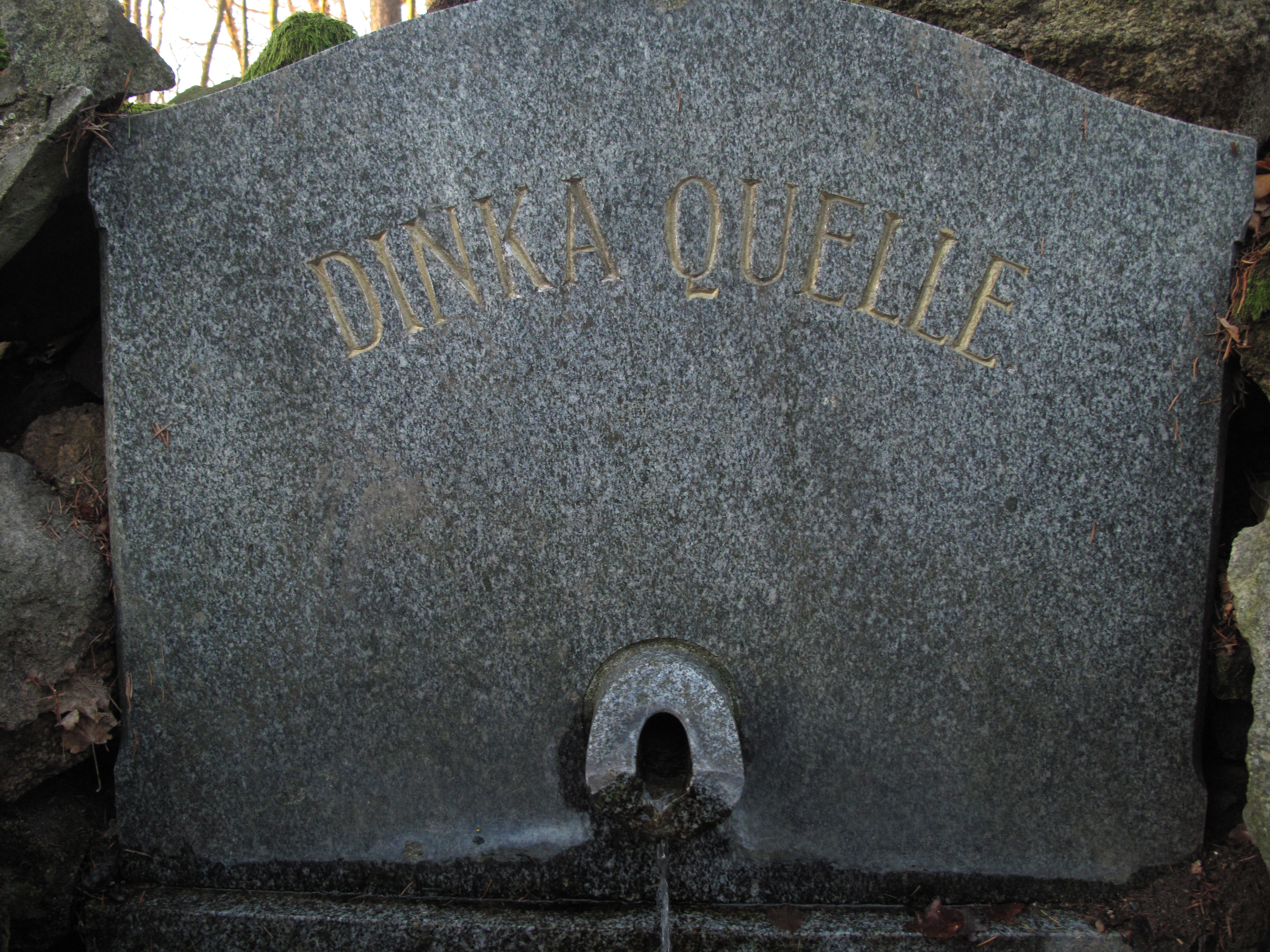
Detail
- Video